# 1755
- Wikisource

| Calendário gregoriano                                                        | 1755 MDCCLV                          |
| Ab urbe condita                                                              | 2508                                 |
| Calendário arménio                                                           | 1204 – 1205                          |
| Calendário bahá'í                                                            | -89 – -88                            |
| Calendário budista                                                           | 2299                                 |
| Calendário chinês                                                            | 4451 – 4452 Início a 11 de fevereiro |
| Calendário copta                                                             | 1471 – 1472                          |
| Calendário etíope                                                            | 1747 – 1748                          |
| Calendários hindus - Vikram Samvat - Calendário nacional indiano - Cáli Iuga | 1810 – 1811 1676 – 1677 4855 – 4856  |
| Calendário Holoceno                                                          | 11755                                |
| Calendário islâmico                                                          | 1168 – 1169                          |
| Calendário judaico                                                           | 5515 – 5516                          |
| Calendário persa                                                             | 1133 – 1134                          |
| Calendário rúnico                                                            | 2005                                 |
| Calendário solar tailandês                                                   | 2298                                 |

1755 (MDCCLV, na numeração romana) foi um ano comum do século XVIII do actual Calendário Gregoriano, da Era de Cristo, e a sua letra dominical foi E (52 semanas), teve início a uma quarta-feira e terminou também a uma quarta-feira.
| Ano completo                        |
| ----------------------------------- |
| Ano comum com início à quarta-feira |

## Eventos
- 3 de março - Criada por Carta Régia a Capitania de São José do Rio Negro, com sede em Mariuá (actual Barcelos, Amazonas)
- 4 de abril - José, rei de Portugal, assina o decreto que autoriza a miscigenação de portugueses com índios no Brasil.
- Tem início a deportação dos acadianos, por ordem do coronel Charles Lawrence, governador da província da Nova Escócia
- É construída a primeira plataforma portuária digna deste nome na vila da Calheta, que vem substituir um pequeno cais então existente.
- Fim da escravidão indígena no Brasil.

## Novembro

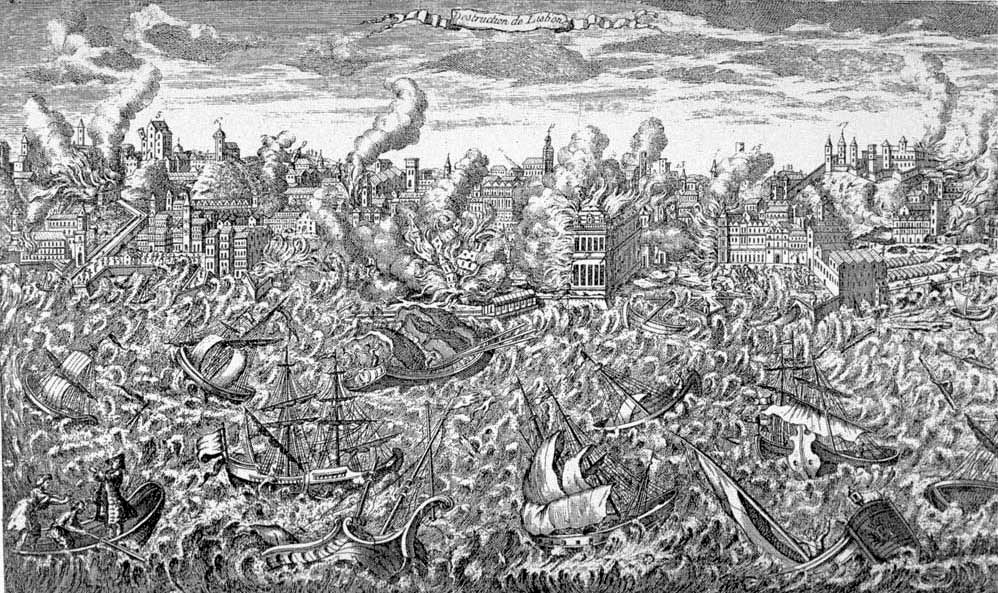
O grande Terramoto de Lisboa a 1 de novembro de 1755, seguido de maremoto. Museu da Cidade (Lisboa).

- 1 de novembro - Terramoto de Lisboa, que destruiu a cidade e grande parte do Algarve, matando entre 60.000 a 90.000 pessoas e que foi seguido por um incêndio e por um tsunami. Foi sentido em localidades tão distantes como a América do Sul e a Escandinávia; Nos Açores [nt 1] provocou um maremoto que causou grande destruição nas costas voltadas a sul e a nascente.
- Vários tremores de terra abalaram a ilha das Flores e a ilha do Corvo, Açores.

## Nascimentos
- 11 de janeiro - Alexander Hamilton, primeiro Secretário do Tesouro dos Estados Unidos (m. 1804)
- 10 de fevereiro - Nicolas-Antoine Taunay, pintor francês (m. 1830).
- 4 de setembro - Hans Axel von Fersen, nobre e militar sueco (m. 1810).
- 25 de outubro - François Joseph Lefebvre, duque de Dánzig, Marechal do Primeiro Império Francês (m. 1820).
- 2 de novembro - Maria Antonieta, arquiduquesa da Áustria, rainha de França (executada em 1793).
- 17 de novembro - Rei Luis XVIII de França.

## Mortes
- 10 de Fevereiro - Montesquieu, filósofo francês (n. 1689)

## Por tema
- 1755 na ciência
- 1755 na literatura
- 1755 em Portugal